# پژوهشگاه پلیمر و پتروشیمی ایران
پژوهشگاه پلیمر و پتروشیمی ایران یک مؤسسه پژوهشی در زمینه پلیمر، پتروشیمی و رنگ می‌باشد. این پژوهشگاه در سال ۱۳۶۵ در راستای سیاست رشد صنایع وابسته به نفت از جمله تولید مواد پتروشیمیایی و مصنوعات پلیمری تأسیس شد. ریاست این مرکز در حال حاضر بر عهده مسعود اسفنده می‌باشد.

## تاریخچه
بر اساس دستور نخست وزیر وقت و پیرو سیاست رشد صنایع وابسته به نفت کمیسیونی با نام کمیسیون هماهنگی علوم و تکنولوژی مواد پتروشیمیایی و صنایع پلیمری تشکیل گردید. مهم‌ترین دست‌آورد این کمیسیون پیشنهاد تشکیل مرکز تحقیقات و توسعه علوم و تکنولوژی مواد پلیمری بود که پس از سیر مراحل قانونی و تصویب، منجر به تأسیس این مرکز در سال ۱۳۶۵ گردید. سرپرستی این مرکز تحقیقات در ابتدا به عهده مرحوم دکتر سلیمی و سپس بر عهده مهندس عباسی ابیانه بود. سپس با تصویب چارت سازمانی، مرحوم دکتر مهدی باریکانی از زمستان ۷۳ تا تابستان ۷۸ عهده‌دار ریاست پژوهشگاه شد. در ادامه دکتر حمید میرزاده از تابستان ۷۸ تا تابستان ۸۹ رئیس پژوهشگاه بودند. این مرکز پژوهشی ابتدا فعالیت خود را در محلی استیجاری با حداقل امکانات آغاز کرد. در همان زمان طرح جامع مجتمع ساختمانی جدید به تصویب رسید که طی آن زمینی به وسعت ۵۰ هکتار در کیلومتر ۱۶ اتوبان تهران کرج برای احداث ساختمان جدید در نظر گرفته شد. از این ۵۰ هکتار زمین ۱۷ هکتار برای پژوهشگاه پلیمر و مابقی به سایر مراکز تحقیقاتی شهرک پژوهش در نظر گرفته شد. عملیات ساخت این مرکز با ۲۲ هزار متر مربع زیربنا که شامل آزمایشگاه‌ها، کارگاه‌ها، کتابخانه، سالن آمفی تئاتر، مرکز کامپیوتر، قسمت‌های اداری، رستوران، بهداری، تعاونی، مهمانسرا، سالن‌های سرپوشیده و روباز ورزشی، مهد کودک، فضای سبز و بخش‌های خدمات و پشتیبانی و … بود در سال ۱۳۷۵ به پایان رسید و در آبان ماه همان سال توسط اکبر هاشمی رفسنجانی افتتاح و مورد بهره برداری قرار گرفت.

## اهداف و سیاست‌ها
از مهم‌ترین اهداف و زمینه‌های فعالیت این مرکز می‌توان به موارد زیر اشاره کرد:

1. مطالعه، تهیه و اجرای طرح‌های پژوهشی، بنیادی، کاربردی و توسعه‌ای در زمینه‌های مختلف علوم و فناوری مواد و مصنوعات پلیمری

فن‌آوری و تدوین دانش‌های فنی در زمینه علوم و فناوری پلیمر
1. مشارکت در تولید جهانی علم و حرکت در مرزهای دانش
2. نوآوری فناوری در زمینه علوم و مهندسی پلیمرها
3. کمک به تربیت نیروی انسانی محقق با ایجاد دوره‌های تحصیلات تکمیلی دورة فوق لیسانس و دکتری و همکاری با سایر دانشگاه‌ها و مراکز تحقیقاتی داخل و خارج کشور برای ایجاد دوره‌های مشترک
4. برپایی دوره‌های آموزش کوتاه مدت به منظور ارتقاء، سطح دانش و مهارت کارکنان صنایع پلیمری
5. ایجاد واحد اطلاعات علمی و فنی و انتشار نتایج بدست آمده از پروژه‌های تحقیقاتی
6. ایجاد ارتباط بیشتر بین تحقیقات بنیادی و کاربردی و اهداف ملی
7. فراهم آوردن موقعیت‌ها توانائیها و مجال دست یافت برای دانشمندان و مهندسان این رشته علمی
8. تهیه بانک اطلاعات علمی و فنی پلیمری به منظور تسهیل در انتقال اطلاعات
9. ارتباط با دیگر مؤسسات علمی و پژوهشی داخل و خارج کشور از طریق برقراری سمینار، مبادله محقق و اجرای طرح‌های پژوهشی مشترک با رعایت ضوابط مربوطه
10. مطالعه و پیشنهاد روش‌های پاک‌سازی محیط زیست از ضایعات پلیمری
11. آموزش الگوی صحیح مصرف مواد پلیمری
12. ارتقاء سطح دانش عمومی از طریق انتشار کتب و نشریات علمی
13. معرفی محصولات جدید پلیمری با توجه به کاربرد آنها
14. کسب دانش فنی در زمینه تولید پلیمرها
15. مشارکت در طراحی و اجرای طرحهای ملی
16. شناسایی نیازهای فنی صنایع پلیمری و اجرای طرح‌های تحقیقاتی مرتبط
17. اجرای طرحهای نیمه صنعتی
18. تولید محصولات پلیمری و تدوین روش فناوری
19. کمک به استاندارد نمودن محصولات و صنایع پلیمری
20. همکاری همه‌جانبه با انجمن پلیمر ایران
21. ایجاد مرکز رشد وابسته به پژوهشگاه برای استفاده نخبگان و فناوران و کارآفرینان بخش خصوصی
22. ایجاد پژوهشکده پتروشیمی و همکاری همه‌جانبه با صنعت پتروشیمی ایران
23. نهایتاً ایجاد یک پژوهشگاه مجهز پیشرفته که بتواند در عرصه علوم، فناوری و مهندسی پلیمرها با مراکز پیشرفته جهانی رقابت کند.